# Pia Tajnikar

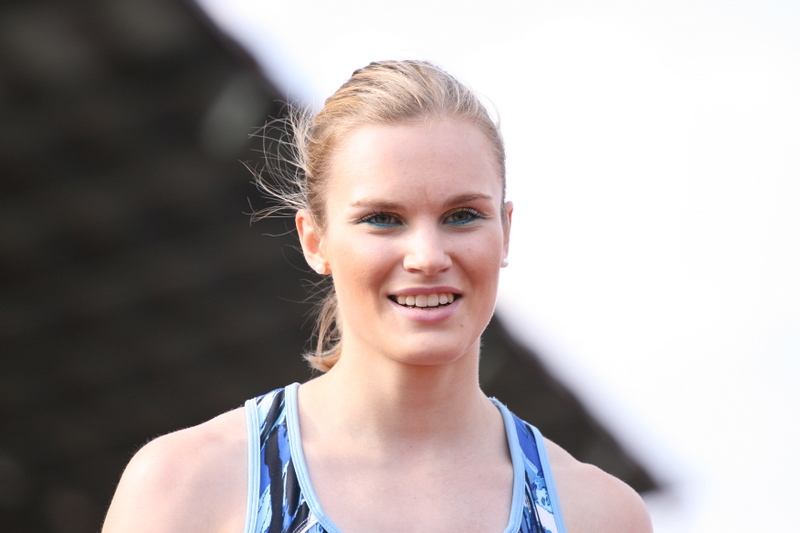
Pia Tajnikar

Pia Tajnikar (* 19. September 1985 in Ljubljana) ist eine slowenische Sprinterin. 
2006 erreichte sie bei den Leichtathletik-Europameisterschaften in Göteborg über 100 m das Halbfinale und schied über 200 m im Vorlauf aus. Bei den Olympischen Spielen 2008 in Peking und bei den Leichtathletik-Weltmeisterschaften 2009 in Berlin kam sie über 100 m nicht über die erste Runde hinaus.

## Persönliche Bestzeiten
- 60 m (Halle): 7,39 s, 29. Januar 2008, Wien
- 100 m: 11,35 s, 3. Juli 2008,	Maribor
- 200 m: 23,46 s, 18. Juni 2006, Thessaloniki